# Cooper Flagg
Cooper Flagg (Newport, Maine, 21 de diciembre de 2006) es un jugador de baloncesto estadounidense que pertenece a la plantilla de los Dallas Mavericks de la NBA. Con 2,06 metros de estatura, juega en las posiciones de alero o ala-pívot.

## Carrera deportiva

### Instituto
Flagg creció en Newport, Maine, e inicialmente iba a la escuela secundaria regional Nokomis. Se convirtió en el primer estudiante de primer año en ser nombrado Jugador Gatorade del Año del estado de Maine después de promediar 20,5 puntos, 10 rebotes, 6,2 asistencias, 3,7 robos y 3,7 tapones por partido. Nokomis ganó el campeonato estatal de Clase A, anotando Flagg 22 puntos y capturando 16 rebotes en la victoria 43-27 contra Falmouth High School en la final estatal.
Flagg fichó por la Academia Montverde en Montverde, Florida, al final de su primer año de secundaria.Antes del comienzo de su primer año en esa escuela, jugó en la Liga de baloncesto juvenil Nike Elite para los Florida Eagles, un equipo de la Amateur Athletic Union afiliado a Montverde.  Fue nombrado MVP del Hoophall Classic 2023 después de lograr 21 puntos, 5 rebotes, 5 robos y tres asistencias en la victoria de Montverde por 85-63 sobre La Lumiere Academy. También fue nombrado semifinalista del Naismith Prep Player of the Year Award. Promedió 9,8 puntos, 5,2 rebotes y tres asistencias por partido en su primera temporada en Montverde. Después de la temporada, jugó para Maine United en la EYBL y promedió 25,4 puntos, 13 rebotes, 5,7 asistencias y 6,9 tapones en siete partidos en el torneo Peach Jam.

#### Reclutamiento
Flagg fue clasificado como el tercer mejor prospecto en la clase de reclutamiento universitario de 2025 tras la conclusión de su temporada de primer año. Volvió a clasificarse como el segundo mejor recluta de la clase en agosto de 2022 luego de su actuación en la Copa Mundial de Baloncesto FIBA Sub-17 de 2022. Flagg recibió su primera oferta de beca de la División I de la NCAA de parte de los Bryant Bulldogs mientras estaba en octavo grado. Se reclasificó a la promoción de 2024 durante el verano después de su segundo año. Fue en ese momento el recluta más valorado de los Estados Unidos. El 30 de octubre de 2023 se comprometió verbalmente a jugar para la Universidad de Duke después de considerar también una oferta de UConn. Inicialmente había planeado anunciar su compromiso el 27 de octubre, pero lo retrasó tras los tiroteos de Lewiston en 2023 en su ciudad natal, Maine. Firmó una Carta Nacional de Intención para jugar con los Blue Devils el 8 de noviembre de 2023, durante el período de firma anticipada.

### Universidad
Jugó una temporada con los Blue Devils de la Universidad de Duke, en la que promedió 19,2 puntos, 7,5 rebotes, 4,2 asistencias, 1,4 robos de balón y 1,4 tapones por partido.
Fue nombrado Jugador del Año de la ACC y rookie del año siendo, junto a Zion Williamson, Marvin Bagley III y Jahlil Okafor, los únicos jugadores en la historia de la Atlantic Coast Conference en ganar este premio en la misma temporada. Luego fue galardonado a nivel nacional con el Naismith College Player of the Year y con el AP Player of the Year, siendo el cuarto freshman en recibir este título (uniéndose a Kevin Durant en 2007, Anthony Davis en 2012 y Zion Williamson en 2019), y el jugador más joven en ganarlo.

#### Estadísticas
| Año     | Equipo | PJ | PT | MPP  | %TC  | %3P  | %TL  | RPP | APP | ROB | TPP | PPP  |
| ------- | ------ | -- | -- | ---- | ---- | ---- | ---- | --- | --- | --- | --- | ---- |
| 2024–25 | Duke   | 37 | 37 | 30.7 | .481 | .385 | .840 | 7.5 | 4.2 | 1.4 | 1.4 | 19.2 |

### Profesional
El 25 de junio de 2025 fue elegido en la primera posición del draft de la NBA de 2025 por los Dallas Mavericks.

### Selección nacional
Flagg jugó para la selección Sub-17 de Estados Unidos en el Mundial Sub-17 de 2022. Fue incluido en el mejor quinteto del torneo después de promediar 9,3 puntos, 10 rebotes, 2,9 tapones y 2,4 robos por partido y ganando la medalla de oro con Estados Unidos. Anotó 10 puntos con 17 rebotes, ocho robos y cuatro tapones en la victoria por 79-67 sobre España en la final.  Fue nombrado Atleta Masculino del Año de Baloncesto de EE. UU. en 2022 por su actuación en la Copa Mundial Sub-17 y es el jugador más joven en ganar el premio. 

## Vida personal
Su madre, Kelly, jugó baloncesto universitario en Maine, donde fue capitana del equipo en su último año. Su padre, Ralph, jugó baloncesto de la NJCAA en Eastern Maine Community College.
Su madre usaba el número 32 en honor a Christian Laettner, Cooper siempre lo ha llevado en honor a su madre, excepto en Duke, ya que este dorsal está retirado en honor a Laettner.
Además tiene un hermano gemelo, Ace, que fue su compañero de equipo en Nokomis y fue transferido a Montverde. Su hermano mayor, Hunter, también era jugador de baloncesto de Nokomis y estaba en su último año cuando Cooper era de primer año.